# ヨハン・クリストファーソン

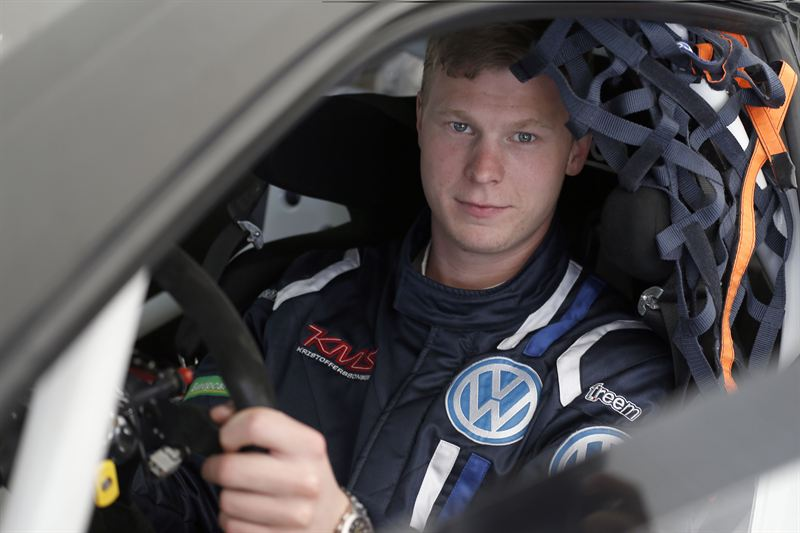
2013年

ヨハン・デビッド・クリストファーソン（Johan David Kristoffersson、1988年12月6日 - ）は、スウェーデンのレーシングドライバー。
FIA World RX（世界ラリークロス選手権）で史上最多の5度世界王者となった。

## 経歴

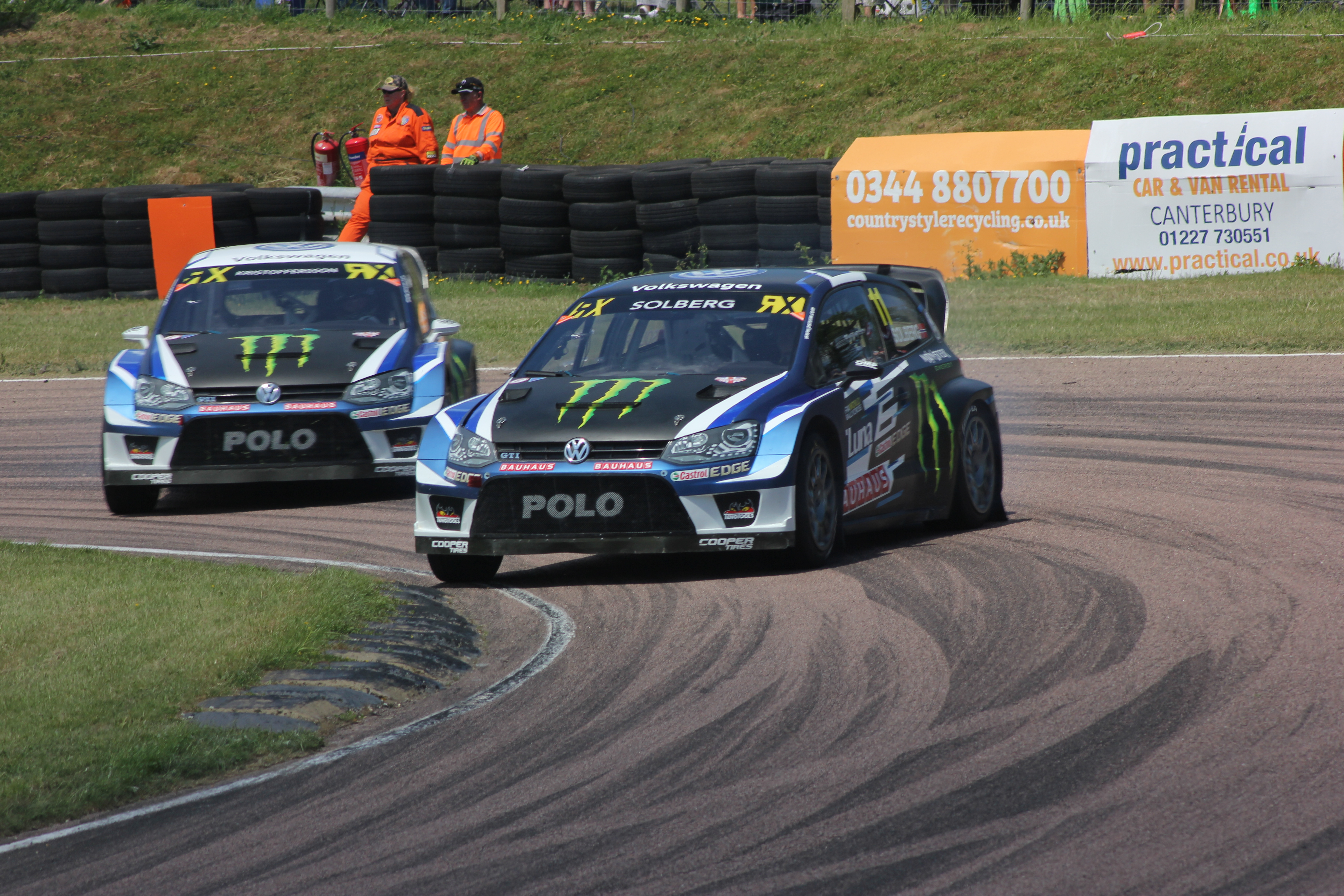
2017年ペター・ソルベルグ（手前）を追うクリストファーソン

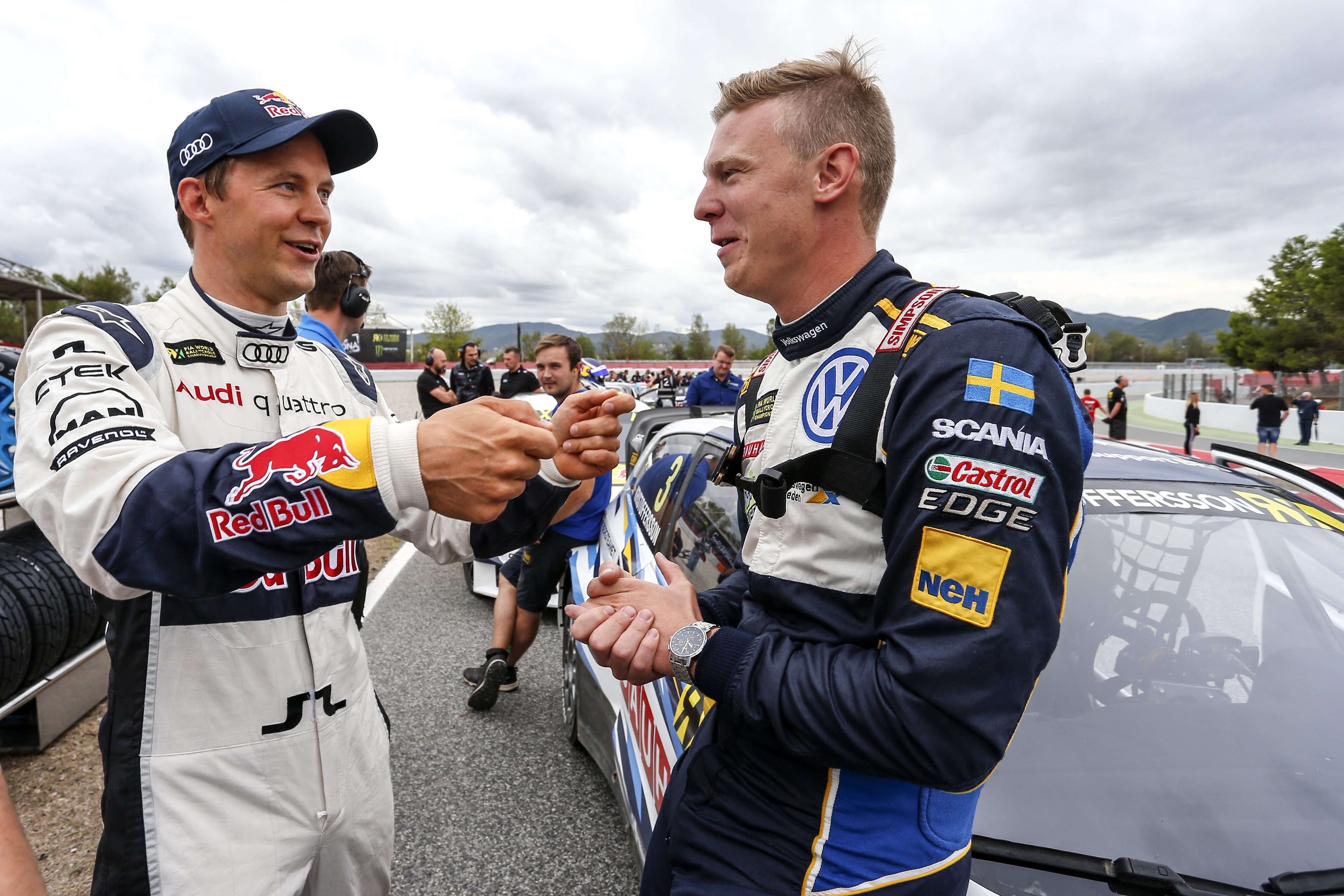
2016年マティアス・エクストローム（左）と

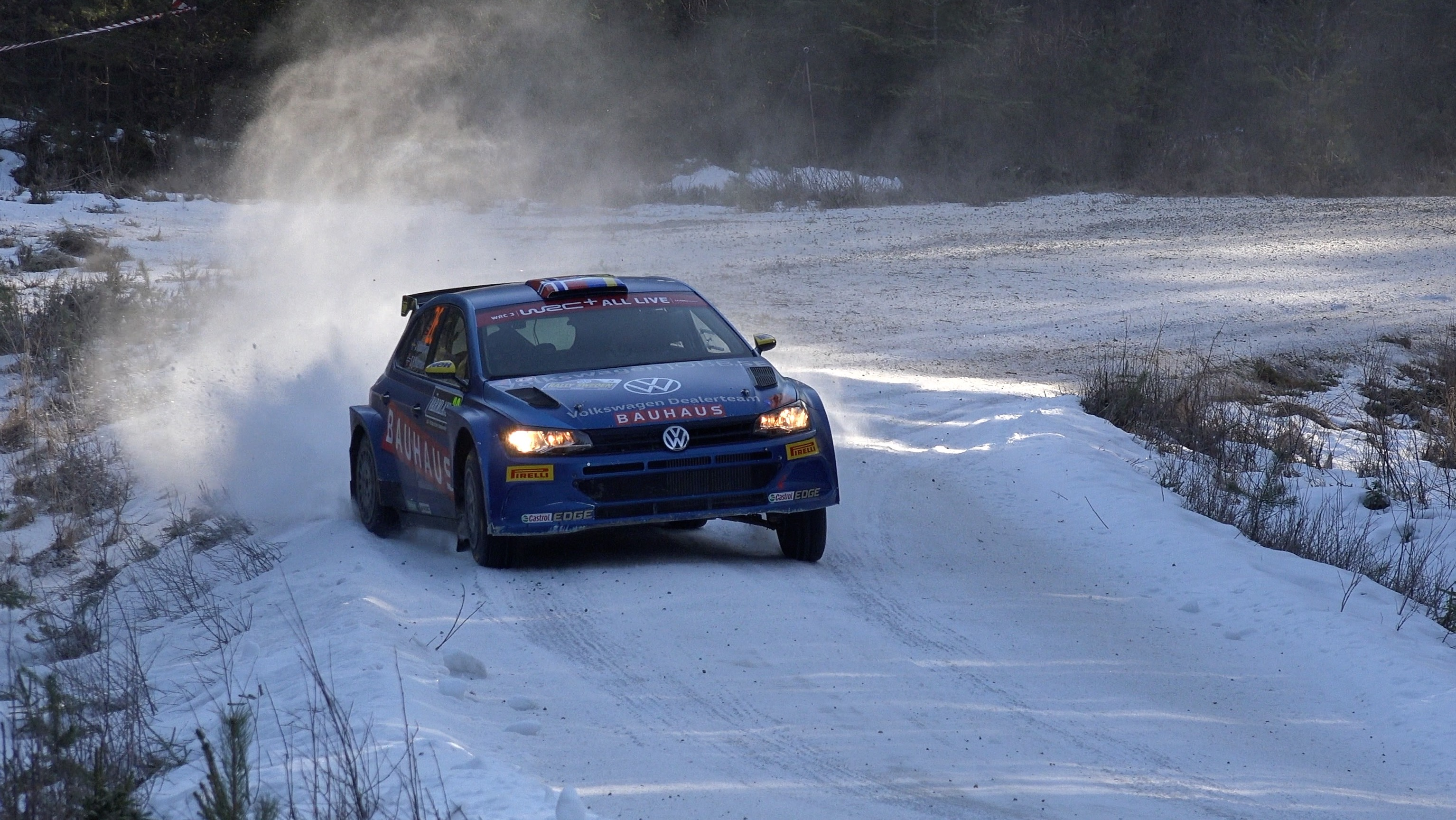
2020年ラリー・スウェーデン

2008年に父親のチームであるKMS（クリストファーソン・モータースポーツ）からジュニアツーリングカーにフォルクスワーゲンのマシンでデビューし、2勝を挙げてランキング4位を獲得。以降もツーリングカーレースで活動し、2011年にSTCC（スカンディナヴィアツーリングカー選手権）にデビュー。
2012、2013年にポルシェ・カレラ・カップ・スカンディナヴィアのチャンピオンとなった。特に2012年はこれに加えてSTCC、インターナショナル・スーパースターズ・シリーズ（イタリアの市販車ベースのレース）の3つのシリーズでチャンピオンを獲得するというハットトリックを達成した。
2013年にはフォルクスワーゲン・シロッコで欧州ラリークロス選手権にスポット参戦。
2014年に世界選手権として誕生したWorld RX（世界ラリークロス選手権）では初年度から、KMSでフォルクスワーゲンをドライブして参戦し、ベルギーで3位を獲得。2015年には初優勝を果たしてランキング3位となった。
2016年にKMSとスウェーデンのマークランド・モータースポーツがジョイントし、フォルクスワーゲンのワークスサポートを受けて「フォルクスワーゲンRXスウェーデン」として体制が大きく強化された。これにより一気に飛躍を遂げ、この年アウディを駆る同郷のマティアス・エクストロームに次ぐランキング2位を獲得。
翌2017年はフォルクスワーゲンの排ガス不正問題の影響でマークランドは撤退し、代わりに同じくフォルクスワーゲンの支援を受けるペター・ソルベルグのPSRXとジョイント体制を敷く。この年初めて世界王者となった。
2018年は12戦11勝という、FIA世界選手権史上稀に見る圧巻ぶりで選手権を文字通り支配した。また2018年はSTCCでも2度目のチャンピオンを獲得した。
2019年はフォルクスワーゲンのワークス撤退によりエントリーを見送り、WTCR（世界ツーリングカーカップ）にセバスチャン・ローブ・レーシングからポロGTI TCRで参戦。日本ラウンドを含む3勝を挙げてランキング5位となった。
2020年にKMSとともに「フォルクスワーゲン・ディーラーチーム・バウハウス」としてWorld RXにカムバックし、開幕戦で優勝。以降フル電動化された2022年現在まで無傷の3連覇を果たし、絶対王者の地位を築いている。
2019年にはフォルクスワーゲン・ポロR5でスウェーデン国内のラリー選手権、2020年にはWRC（世界ラリー選手権）にもスポット参戦した。
2021年誕生のエクストリームEには初年度からF1王者ニコ・ロズベルグの所有するロズベルグXレーシングから、モリー・テイラーとシートを共有して参戦。ルイス・ハミルトン率いるチームX44のセバスチャン・ローブ/クリスティーナ・グティエレス・エレーロと同点だったが、勝利数の差により初代チャンピオンとなった。2022年は同じスウェーデン人のミカエラ・オーリン＝コツリンスキーと組む。

## 人物
- 父はSTCCや欧州ラリークロス選手権にアウディ（クワトロやS2クーペなど）で参戦していたトミー・クリストファーソン。
- 子供の頃の将来の夢はクロスカントリースキーヤーだった[2]。
- 氷風呂が好き[3]。